# Georgia romana

Georgia preromana: la Colchide divenne parte della provincia romana del Ponto.

L'area della moderna Georgia finì sotto il controllo romano tra il I secolo a.C. e il VII secolo d.C. Questo dominio si concretizzò ad intermittenza e in modalità variabile nel tempo sui regni di Colchide e Iberia, nella regione geografica a sud del Caucaso, due regioni corrispondenti grosso modo ad alcune delle parti occidentali e centrali della moderna Georgia.

## La conquista nel II secolo a.C.
Le conquiste di Roma raggiunsero l'area del Caucaso alla fine del II secolo a.C., quando la Repubblica romana iniziò ad espandersi in Anatolia e lungo le coste del Mar Nero.
Sulle coste orientali di questo mare, nei territori dell'attuale Georgia, esisteva il Regno della Colchide, che in quegli anni era passato sotto il controllo del Regno del Ponto, nemico di Roma. All'interno, più a est, era presente il confinante Regno di Iberia. A seguito delle campagne romane di Pompeo e Lucullo nel 65 a.C., il Regno del Ponto fu completamente distrutto dai Romani e tutto il suo territorio, compresa la Colchide, fu annesso all'impero come provincia. L'Iberia, invece, fu invasa e divenne uno stato vassallo dell'impero.
Da questo evento in poi, la Colchide divenne la provincia romana di Lazicum. Successivamente, l'imperatore Nerone la incorporò nella provincia del Ponto nel 63 d.C., e a seguire Domiziano la rese parte della Cappadocia nell'81 d.C. Nello stesso tempo, l'Iberia continuò ad essere uno stato vassallo a cui venne concessa una notevole indipendenza, ma con le pianure spesso razziate da feroci tribù di montagna, per cui rendere un omaggio nominale a Roma in cambio di protezione, era considerato dagli abitanti un investimento utile.

## Gli scontri con i Parti e Sassanidi
I successivi 600 anni di storia del Caucaso meridionale furono segnati dalla lotta tra Roma e i Parti e i Sassanidi di Persia che combatterono lunghe guerre contro i Romani, note come Guerre Romano-Persiane.
Nonostante il fatto che tutte le principali fortezze lungo la costa fossero occupate dai romani, il controllo era piuttosto vago. Nel 69 d.C., il popolo del Ponto e della Colchide sotto Aniceto organizzò una grande rivolta contro i romani che si concluse però senza successo.

## La cristianizzazione del I secolo
A partire dall'inizio del I secolo d.C., il cristianesimo iniziò a diffondersi nella regione. Le cronache tradizionali mettono in relazione l'evento con Sant'Andrea, San Simone Zelota e Santa Matata, sebbene le credenze religiose ellenistiche, pagane locali e mitraiche rimasero comunque diffuse fino al IV secolo.
In quel periodo, il regno di Colchide del popolo Laz continuava a essere amministrato come una provincia romana, nel contempo l'Iberia caucasica continuò ad accettare liberamente la protezione imperiale romana. Un'iscrizione su pietra scoperta a Mtskheta parla del sovrano del I secolo Mihdrat I (58-106 d.C.) come "l'amico dei Cesari" e il re "degli Iberi amanti dei romani". L'imperatore Vespasiano fortificò l'antico sito Mtskheta di Arzami per i re iberici nel 75 d.C.

## II e III secolo d.C.
Nel II secolo d.C., l'Iberia rafforzò la sua posizione nell'area, specialmente durante il regno del re Farsmano II Kveli (Il Prominente) che ottenne la piena indipendenza da Roma e riconquistò alcuni dei territori precedentemente perduti dall'Armenia in declino. Durante il suo regno, Iberia e Roma divennero alleate. Farsmano II fu persino invitato dall'imperatore Marco Aurelio a Roma e una statua equestre del re iberico venne eretta in piazza Marte in suo onore.
Nel III secolo d.C., la tribù Laz arrivò a dominare gran parte della Colchide, stabilendo il regno di Lazica, localmente noto come Egrisi. La Colchide fu teatro della lunga rivalità tra gli imperi romano d'Oriente - bizantino e sassanide, culminata nella guerra lazica dal 542 al 562.

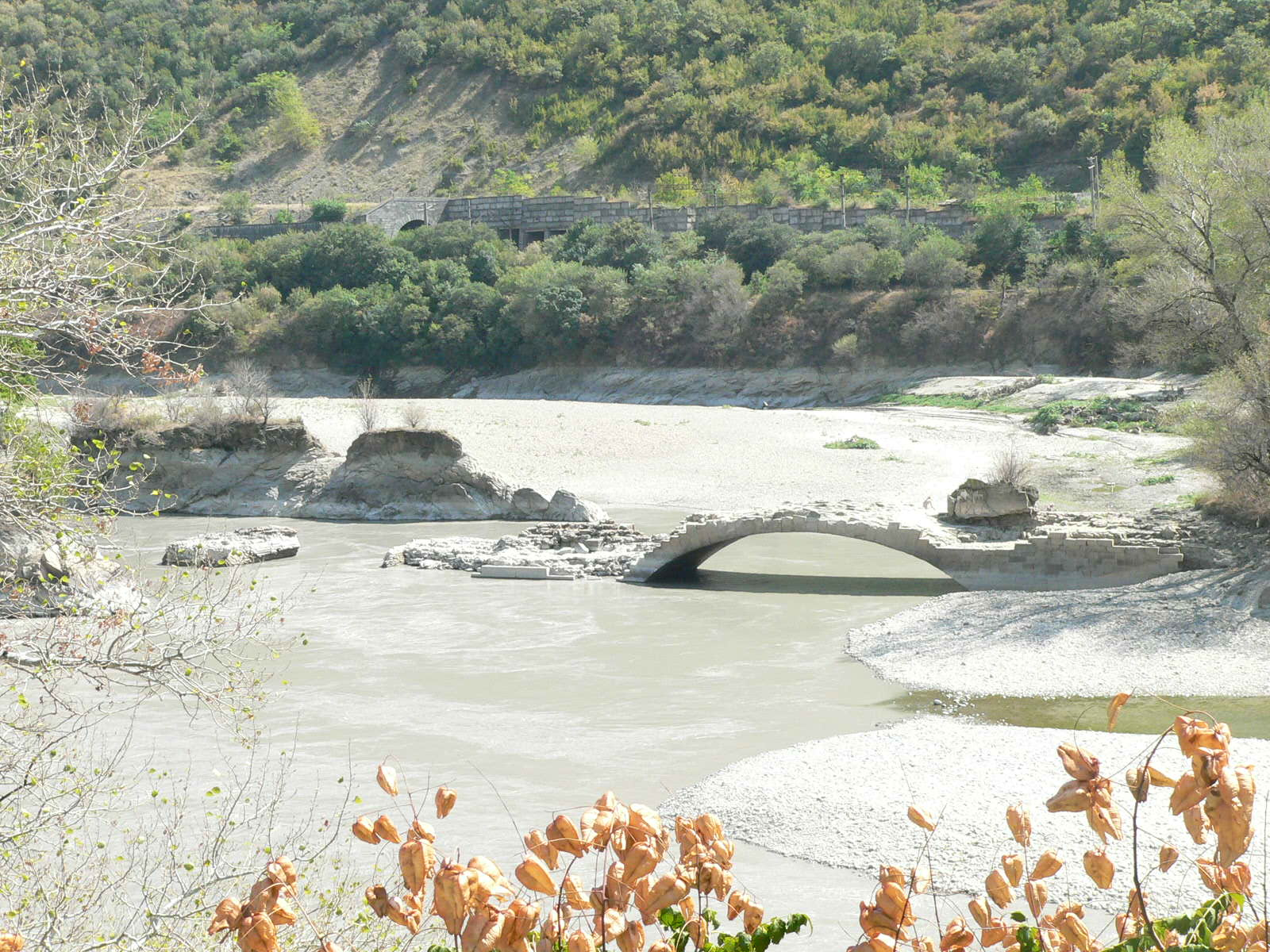
Il "Ponte di Pompeo" costruito in Georgia dai legionari romani di Pompeo

A causa del cattivo andamento delle campagne militari, all'inizio del III secolo Roma dovette riconoscere la sovranità dell'Albania caucasica e dell'Armenia alla Persia sasanide, ma tutta quella che oggi è la Georgia tornò sotto il controllo romano con Aureliano e Diocleziano intorno al 300 d.C.
Alla provincia di Lazicum (o Lazica) fu conferito un grado di autonomia che verso la metà del III secolo si trasformò in piena indipendenza con la formazione di un nuovo regno di Lazica-Egrisi sui territori dei principati minori degli Zans, Svans, Apsyls e Sanygh. Questo nuovo stato del Caucaso sudoccidentale sopravvisse per più di 250 anni fino al 562 quando fu assorbito dall'Impero Romano d'Oriente, durante il regno di Giustiniano I.

## Epoca bizantina
Nel 591 d.C. Bisanzio e la Persia accettarono di dividere l'Iberia caucasica tra loro, con Tbilisi in mano persiana e Mtskheta sotto il controllo romano-bizantino.
All'inizio del VII secolo venne meno nuovamente la tregua temporanea tra Romani e Persia. Il principe iberico Stephanoz I (ca. 590-627), decise nel 607 d.C. di unire le forze con la Persia per riunire tutti i territori dell'Iberia caucasica. Quando credette di avere raggiunto il suo obiettivo, ebbe luogo una offensiva dell'imperatore Eraclio nel 628 d.C. che diede ai romani la vittoria sui persiani e assicurò il predominio romano in entrambe la Georgia occidentale e orientale fino all'invasione e alla conquista del Caucaso da parte degli arabi nella seconda metà del VII secolo.
La presenza di Roma iniziò a scomparire dalla Georgia dopo la battaglia di Sebastopolis, combattuta vicino alle sponde orientali del Mar Nero nel 692 d.C. tra gli Omayyadi e le truppe dell'Impero Romano d'Oriente guidate da Leonzio .

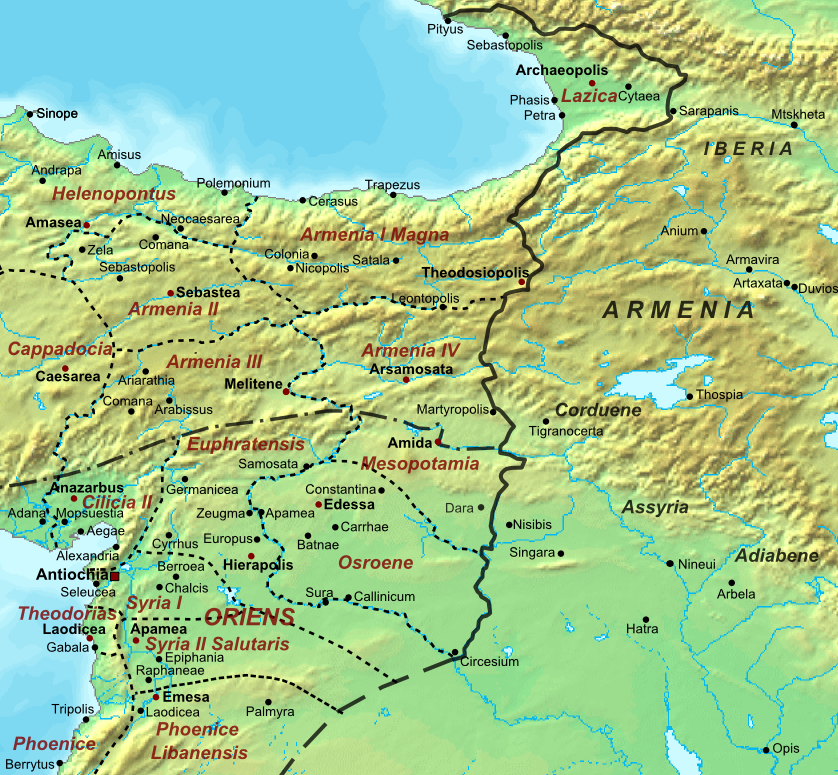
La provincia Lazica di Giustiniano nel 565 d.C

Sebastopolis (attuale Sukhumi) continuò a rimanere l'ultima roccaforte romano-bizantina nella Georgia occidentale, fino a quando fu saccheggiata e distrutta dal conquistatore arabo Marwan II nel 736 d.C.

## Fortezze romane

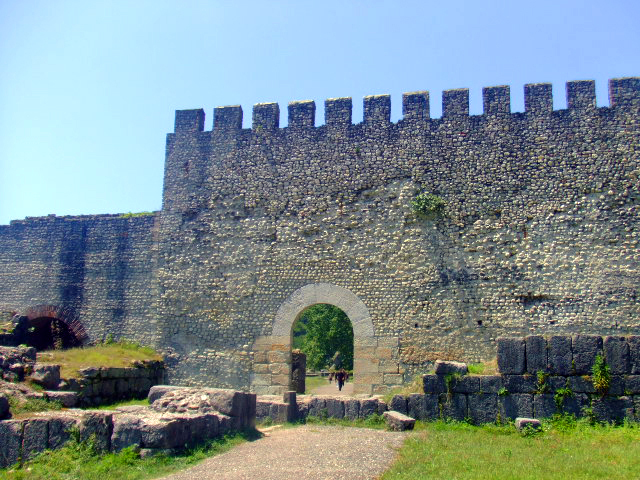
I resti della porta orientale di Archeopolis

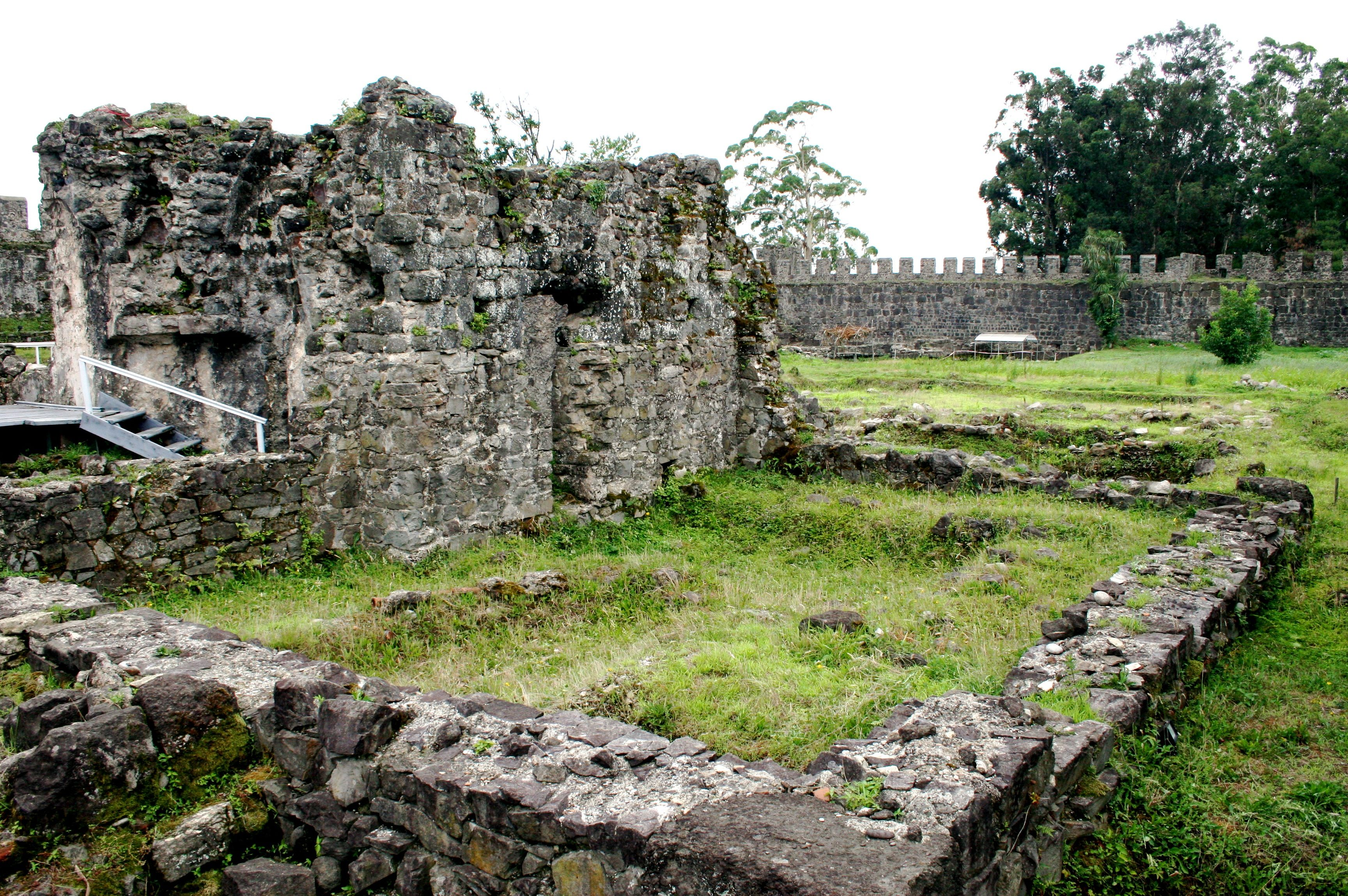
Gonio (precedentemente chiamato "Apsaros"): resti di una casa termale romana nella fortezza.

La presenza romana era molto diffusa nella Georgia costiera, dove alcuni forti romani furono difesi per secoli dai legionari, con le campagne circostanti abitate da alcuni coloni romani che vivevano nelle città vicine. La fortezza di Gonio, nell'antica città di "Apsaros" della Colchide, è considerata da alcuni studiosi come Theodore Mommsen il centro del potere romano nella Georgia occidentale dal II secolo d.C.
In realtà la cultura romana, secondo i ritrovamenti archeologici, era più diffusa nel Lazicum occidentale, di tono minore nella Colchide orientale e minima nell'Iberia caucasica, ad eccezione della capitale Mtskheta.
I principali forti romani (e città collegate) erano:
- Batumi. Sotto Adriano fu convertito in porto romano fortificato, poi abbandonato per la vicina fortezza di Petra in Georgia fondata ai tempi di Giustiniano I (intorno al 535 d.C.).
- Gagra. I romani ribattezzarono la città "Nitica". La sua posizione indusse i romani a fortificare la città, che fu ripetutamente attaccata dai Goti e da altri invasori nel V secolo.
- Gonio. Nel II secolo d.C. era una città romana ben fortificata e dotata di una guarnigione di quasi 2000 legionari.[8] La città era anche nota per il suo teatro e l'ippodromo. Era presente anche una rappresentanza commerciale genovese nel sito nel XIII secolo.
- Pitsonda. Intorno al Forte fiorì una città commerciale. Alla fine del XIII secolo, l'area ospitò una colonia commerciale genovese di breve durata chiamata "Pezonda".
- Fasi. Durante la terza guerra mitridatica, Phasis (attuale Poti) passò sotto il controllo romano. Fu qui che Pompeo incontrò Servilio, l'ammiraglio della sua flotta eusina nel 65 a.C.[9]
- Sukhumi. L'imperatore romano Augusto chiamò la città "Sebastopolis", da non confondere con la odierna città in Crimea. I resti di torri e mura romane di Sebastopolis sono stati ritrovati sott'acqua. Fu l'ultima roccaforte romana in Georgia fino al 736 d.C., quando fu distrutta dagli arabi.
- Archeopolis (attuale Nokalakevi). Fu governata dai romani dai tempi di Augusto, ma solo l'Impero Romano d'Oriente sviluppò in modo significativo questa fortificazione nel Lazicum centrale dopo il IV secolo d.C. Attualmente è un sito archeologico molto visitato della Georgia.[10]
- Armazi. Situata nella Georgia orientale, era un'altra città fortificata legata a Roma. Questa fortezza vicino a Mtskheta fu catturata dal generale romano Pompeo durante la sua campagna del 65 a.C. contro il re iberico Artag. Una struttura in rovina sul vicino fiume Mtkvari risale a quel periodo ed è ancora chiamata "ponte di Pompeo". Il periodo di massimo splendore di Armazi arrivò quando l'Iberia si alleò con gli imperatori romani. Una stele di pietra rinvenuta ad Armazi nel 1867 riporta che l'imperatore romano Vespasiano fortificò Armazi per il re iberico Mitridate I nel 75 d.C.[11] Questo muro di difesa costruito in una posizione strategica era ottima per bloccare l'uscita meridionale del passo Daryal prima che si allarghi nella piana dell'odierna Tbilisi ed era presumibilmente una misura preventiva contro gli Alani che frequentemente razziavano le frontiere romane dall'altra parte del Caucaso.